# Nothalten
 Nothalten (en alsacià Nuutelt) és un municipi francès, situat a la regió del Gran Est, al departament del Baix Rin. L'any 2007 tenia 457 habitants.
Forma part del cantó d'Obernai, del districte de Sélestat-Erstein i de la Comunitat de comunes del Pays de Barr.

## Demografia
| 1962 | 1968 | 1975 | 1982 | 1990 | 1999 |
| ---- | ---- | ---- | ---- | ---- | ---- |
| 428  | 437  | 417  | 420  | 449  | 417  |

## Administració
| Període | Identitat       | Partit |
| ------- | --------------- | ------ |
| 2008-   | Thierry Allonas |        |